# Stalinez-65
Der Stalinez-65 (auch S-65 abgekürzt, russisch Сталинец-65) war ein von 1937 bis 1941 im Tscheljabinsker Traktorenwerk gebauter sowjetischer Kettentraktor, der als Schleppfahrzeug in der Landwirtschaft und bei der Roten Armee eingesetzt wurde. Als Raupenschlepper St (r) Typ „Stalinez 65“ wurden erbeutete Schlepper von der deutschen Wehrmacht nach dem Angriff auf die Sowjetunion eingesetzt.

## Entwicklung

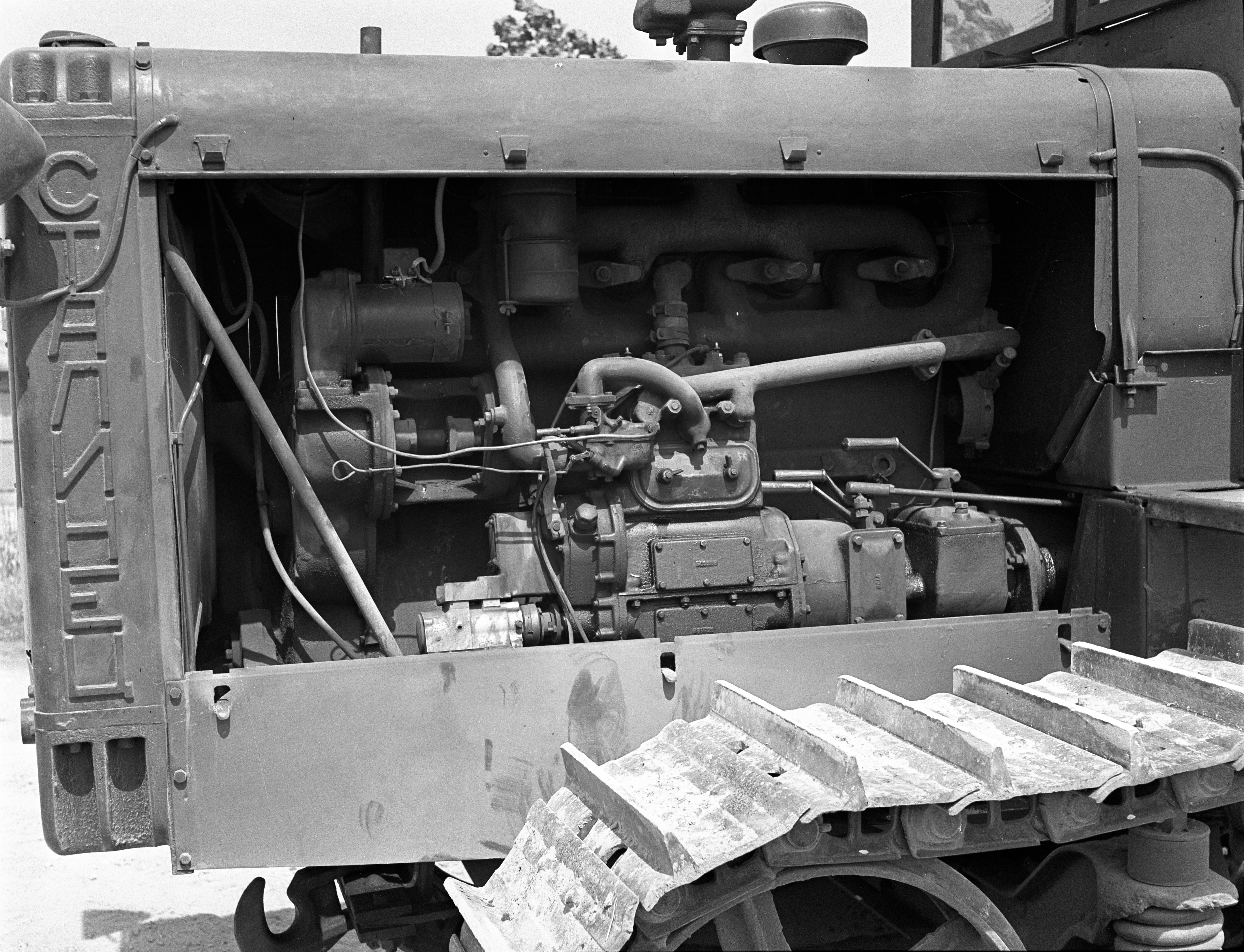
Motorraum eines S-65: Im Vordergrund der Hilfsmotor zum Anlassen des Dieselmotors (Budapest, um 1942)

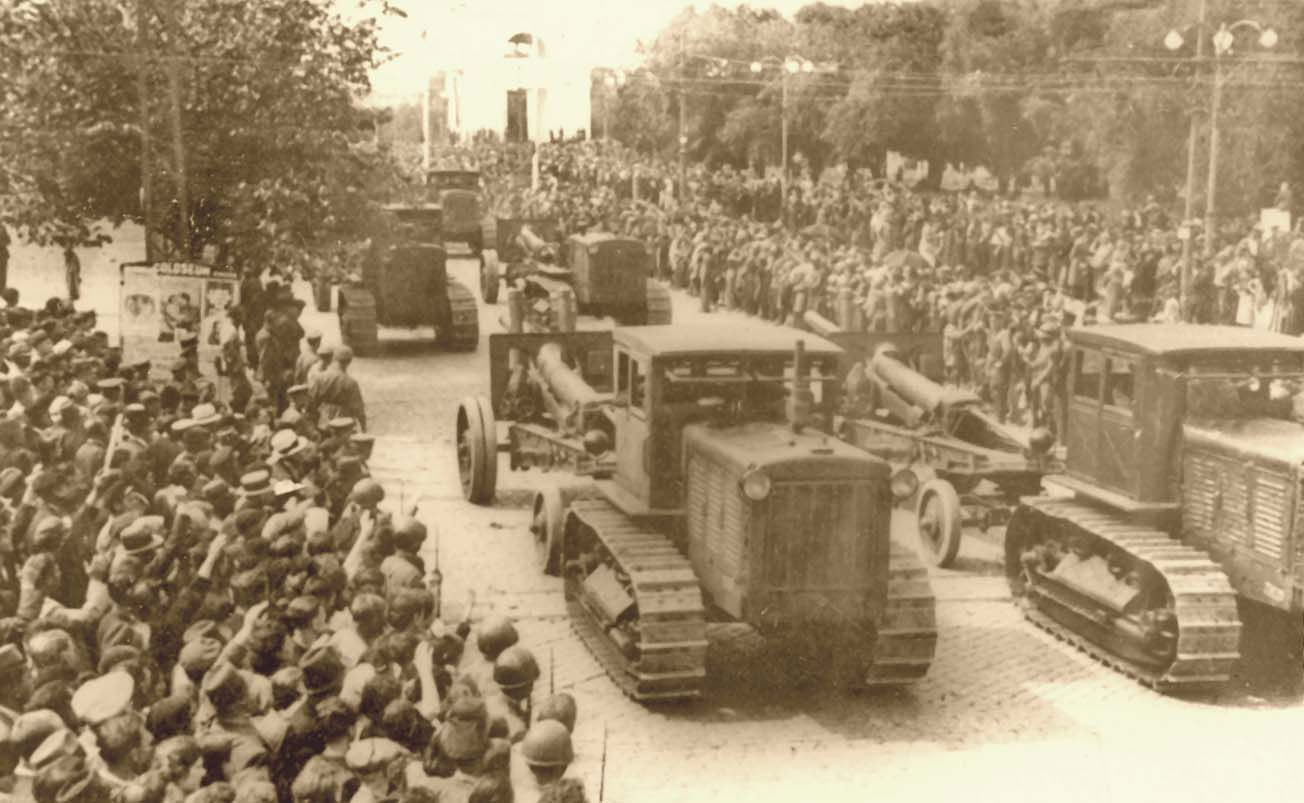
Mehrere S-65 mit schweren Geschützen während einer Militärparade in Chișinău, aufgenommen nach dem sowjetischen Einmarsch in die Republik Moldau (1940)

Der Stalinez S-65 wurde unmittelbar aus dem Stalinez-60 entwickelt. Während der S-60 sich in allen Bereichen an dem von der Sowjetunion in größerem Umfang Ende der 1920er-Jahre gekauften Caterpillar SIXTY des Baujahres 1924 orientierte, griff der S-65 die Technik des DIESEL-SIXTY auf, der ab 1931 in den USA gebaut wurde.
Die Ausstattung mit einem Dieselmotor brachte eine Leistungssteigerung (65 statt 60 PS) und über den geringen Verbrauch auch weniger Unterbrechungen im Einsatz, da die Tankfüllung länger reichte.
Der Motor wurde durch einen Hilfsmotor W-20 mit 20 PS gestartet. Das Getriebe des Schleppers verfügte über drei Vorwärtsgänge und einen Rückwärtsgang, außerdem besaß das Fahrzeug eine elektrische Anlage mit sechs Volt Bordspannung für die vier Scheinwerfer.

## Produktion
Gebaut wurde der S-65 im Tscheljabinsker Traktorenwerk, die Produktionslinie wurde unmittelbar vom S-60 im Jahr 1937 übernommen. Mit dem Überfall der Wehrmacht auf die Sowjetunion endete die Fertigung, da die Fabrik auf die Produktion von Panzern umgestellt wurde. Bis dahin wurden 37.626 Stück gebaut, von denen eine unbekannte Stückzahl an die Rote Armee geliefert wurden.
Der S-65 konnte mit oder ohne Kabine geliefert werden.

## Einsatz
S-65 wurden mit allen denkbaren landwirtschaftlichen Geräten bestückt. Die militärisch genutzten Schlepper dienten überwiegend als schwere Zugmaschinen bei der sowjetischen Artillerie. Hierbei wurden Geschütze wie die 203-mm-Haubitze M1931 (B-4) oder die 152-mm-Kanonenhaubitze M1937 (ML-20) geschleppt. Problematisch war die geringe Höchstgeschwindigkeit von 6,95 km/h, die sich je nach Gelände und Zuglast noch weiter verringerte.
Der Stalinez-65 diente als eine Inspiration für die Konstruktion des deutschen Raupenschleppers Ost, der sich anderer Technik bediente, jedoch für ähnliche Einsätze ausgelegt war.
Nachfolger des S-65 wurde der von 1946 bis 1958 gebaute Stalinez-80.

## Technische Daten
- Motor: wassergekühlter Viertakt-Dieselmotor
- Motortyp: M-17
- Dauerleistung: 65 PS
- Höchstleistung: 75 PS bei 850 min−1
- Höchstgeschwindigkeit: 6,95 km/h
- Tankinhalt: 300 l Dieselkraftstoff
- Reichweite: 75 km
- Zugkraft: 4,1 t (40,2 kN)

Abmessungen und Gewichte
- Länge: 4086 mm
- Breite: 2416 mm
- Höhe über Kühler: 2151 mm
- Kettenbreite: 500 mm
- Bodenfreiheit: 405 mm
- Grabenüberschreitfähigkeit: 600 mm
- Gewicht, fahrbereit: 11,2 t